# Hajji Husaín I Bajá
Hajji Husaín I Bajá, conocido como Mezzomorto o Mezemorta (mezzomorto es una palabra italiana que significa «medio muerto») —en turco moderno Mezomorto Hüseyin Paşa— fue un corsario y gobernador otomano de Argelia. Generalmente se le considera mallorquín, donde habría nacido antes de la mitad del siglo XVII.

## Biografía
Fue mencionado por primera vez en 1674. Lo malhirieron en una batalla naval contra los españoles, y aunque la herida era aparentemente mortal, sobrevivió, y recibió por ello el mote de Mezzomorto. 
Su actividad corsaria le convirtió en uno de los principales personajes de Argel. A consecuencia de la rapiña de Mezzomorto y otros corsarios, los franceses enviaron en 1682 una flota dirigida por el almirante Duquesne.
El dey Hasán Bajá regresó de Tremecén, donde realizó una expedición, y los franceses llegaron ante la capital el día 29 de julio de 1682. La ciudad fue bombardeada hasta el 12 de septiembre, pero se obtuvo ningún resultado y los franceses partieron de nuevo. En 1683 Duquesne regresó a Argel y el 26 de junio reanudó el bombardeo. Hasan Baba aceptó negociar y entregó algunos rehenes, entre ellos, al rais [cabeza], que consideraba su rival, Hajji Husaín, pero éste, muy hábilmente, supo ganar el apoyo de Duquesne, que le liberó y, con la ayuda de otros corsarios, atacó a Hasán, que fue asesinado el 22 de julio. Así, Husaín logró el poder con el nombre Hajji Husaín I Bajá. Inmediatamente decidió atacar a los franceses, y empezó a tirar contra la flota de Duquesne, hasta que ésta tuvo que levantar el bloqueo y abandonar la zona.
En 1684 firmó un acuerdo de paz con Luis XIV de Francia. En 1686 la Sublime Puerta le invitó a enviar barcos para combatir en la campaña de Morea.
Dejó el gobierno y en 1688, cuando se rompió la paz con Francia y Argel fue bombardeada otra vez, Husaín atacó con sus barcos las costas francesas. En 1689 la Puerta Sublime le nombró kapudan pasha, pero antes de la llegada de la orden a Argel, Husaín tuvo que abandonar la ciudad al subir al poder Ahmed Shaban II, debiendo huir a Túnez (y más tarde a Estambul) pasando el cargo de kapudan pasha a Misirlizade Ibrahim Bajá.
En 1690 recibió el encargo de dirigir la flota del Danubio en las operaciones contra Vidin; después ejerció el mando de la flota en el mar Negro y en 1692, ante el peligro de un ataque veneciano en las islas del mar Egeo, fue nombrado sandjakbegi de Rodas con el mando de los kalyuns [galeones] imperiales. En 1694 los venecianos ocuparon Quíos  y la Puerta Sublime envió a la zona una flota bajo mando del kapudan pasha Amuja-zade Husaín Bajá que enfrentó a los venecianos en dos batallas en las islas Spalmadori, en la bahía de Quios (febrero de [1695]) y los derrotó, con destacada participación de Hajji Husaín; los venecianos se vieron obligados a evacuar la isla en mayo de 1695, y Amuja-zade Husaín Bajá fue nombrado muafiz de Quíos por poco tiempo.
Finalmente fue nombrado kapudan pasha en mayo de 1695, sucediendo a Amuja-zade Husaín Bajá, que recibió el gobierno de Adana. Se dedicó a combatir a los venecianos en el mar Egeo y derrotó una flota veneciana en Lesbos que se dirigía a Quíos y Cos, en septiembre de 1695. En 1696 participó en las operaciones de Morea y se enfrentó a la flota veneciana dirigida por Alessandro Molino entre Andros y Eubea. Libró batalla cerca de Ténedos (5 de julio de 1697) causándole una grave derrota. La derrotó por segunda vez ante Andros, el 1 de septiembre de 1697. El 21 de septiembre de 1698 enfrentó a la flota veneciana dirigida por Giacomo Cornaro en aguas de Lesbos, batalla en la que ambas partes se atribuyeron la victoria.
Después de la paz de Karlowitz (1699) permaneció como kapudan pasha algún tiempo hasta su muerte en 1701 en la isla de Paros; el nombramiento de su sucesor en el cargo, Abd al-Fatá Bajá, es de agosto de 1701. Fue enterrado en Quíos.